# 恵庭バイパス

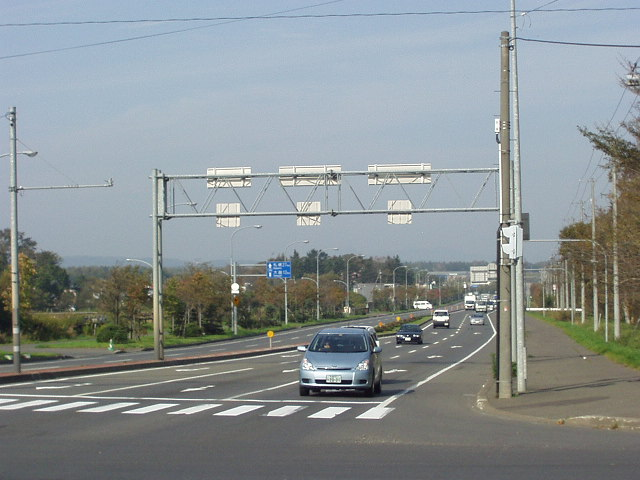
恵庭バイパス

恵庭バイパス（えにわバイパス）は、北海道恵庭市にある国道36号のバイパス道路。車線数は4車線。恵庭市街地を通る国道36号の交通量増加、冬季の交通事故による安全性低下への対策として建設した。

## 歴史
- 1987年（昭和62年）：着工[2][3]。
- 1988年（昭和63年）：恵庭大橋完成[3]。
- 1992年（平成4年）：恵み野こ線橋完成[4]。
- 1996年（平成8年）：全線供用開始[4]。

## 道路施設
- 恵み野跨線橋（上り：405.35 m、下り：405.35 m）[5]
- 恵庭大橋（106.50 m）[5]
- ユカンボシ川橋（21.80 m）[5]
- 戸磯跨線橋（上り：368.00 m、下り：368.00 m）[5]

## 地理
沿道にはフレスポ恵み野、アクロス恵み野、フードD365恵庭店、アクロスプラザ恵庭などのロードサイド店舗が建ち並び、恵庭市の新たな商業集積地になっているほか、恵み野駅、恵み野病院、中島公園、恵庭市総合体育館、北海道文教大学、サッポロビール庭園駅、恵庭市工業団地（恵庭工業団地、恵庭テクノパーク、戸磯・恵南工業団地）がある。また、バイパス道路と漁川が交差する場所には道と川の駅花ロードえにわ（花の拠点「はなふる」）が立地している。

### 交差する道路
| 道路                      | 場所                 | 備考                                 |
| 国道36号 札幌方面         | 国道36号 札幌方面    | 国道36号 札幌方面                    |
| ------------------------- | -------------------- | ------------------------------------ |
| 北海道道46号江別恵庭線    | 恵庭市桜森・北柏木町 | 旧国道                               |
| 〈島松大通〉              | 恵庭市北柏木町       |                                      |
| 北海道道46号江別恵庭線    | 恵庭市柏陽町         | 〈江別恵庭大通〉                     |
| 〈柏木中通〉              | 恵庭市中島町         |                                      |
| 〈茂漁通〉                | 恵庭市中島町         |                                      |
| 〈川沿大通〉              | 恵庭市黄金北         |                                      |
| 北海道道45号恵庭栗山線    | 恵庭市黄金南・戸磯   | 〈基線通〉                           |
| 〈戸磯黄金通〉            | 恵庭市戸磯           |                                      |
| 〈戸磯工業団地通〉        | 恵庭市戸磯           | 苫小牧・千歳方面のみランプ形式で接続 |
| 国道36号現道              | 恵庭市戸磯           | 〈室蘭街道〉                         |
| 北海道道46号江別恵庭線    | 恵庭市戸磯           | 旧国道                               |
| 国道36号 苫小牧・千歳方面 |                      |                                      |